# Antonio Pucci
Antonio Pucci (Florença, 8 de outubro de 1484 - Bagnoregio, 12 de outubro de 1544) foi um cardeal italiano do século XVII.

## Biografia
Filho de Alessandro Pucci e Sibilla Sassetti. Sobrinho dos cardeais Lorenzo Pucci (1513) e Roberto Pucci (1542). Estudou na Universidade de Pisa, poesia, literatura, direito, teologia e Sagradas Escrituras.
Retornou de Pisa e foi nomeado cônego do capítulo da catedral de Florença em 1497; mais tarde, seu reitor; ele era um pregador talentoso. Chamado a Roma por seu tio Lorenzo, que lhe obteve a nomeação de clérigo da Câmara Apostólica em 1518. Participou do V Concílio de Latrão, ocorrido de 1512-1517; sua eloquência causou admiração na assembleia. Núncio na Suíça, 1517-1521. Vice-legado contra os franceses que ocuparam Modena e outros territórios; ele apresentou as tropas suíças que foram lutar sob a bandeira dos Estados Papais em 1518.
Eleito bispo de Pistoia em 5 de novembro de 1518; seu tio, o cardeal Lorenzo, renunciou à sé em seu favor. Núncio na França. Preso pelas tropas imperiais durante o saque de Roma em 1527; mantido como refém, ele foi maltratado e condenado à morte; quando estava prestes a ser enforcado em Campo di Fiori, conseguiu escapar, graças a um estratagema do cardeal Pompeo Colonna, e juntar-se ao papa Clemente VII, que o enviou para a Espanha e depois para a França. Nomeado bispo de Vannes, 8 de junho de 1529; ocupou a sé até 10 de junho de 1541. Penitenciário-mor, sucedendo a seu tio, o cardeal Lorenzo, de 1º de outubro de 1529 até sua morte.
Criado cardeal-presbítero no consistório de 22 de setembro de 1531; recebeu o chapéu vermelho e o título de Ss. Quattro Coronati em 27 de setembro. Celebrou o funeral de seu tio, o cardeal Lorenzo, em 23 de outubro de 1531. Um dos dois legados nomeados para receber o Sacro Imperador Romano Carlos V quando este chegou a Gênova a caminho da Espanha, em 26 de fevereiro de 1533.
Cardeal Pucci participou do conclave de 1534, que elegeu o Papa Paulo III. Renunciou ao governo da Sé de Pistoia em favor de seu tio Roberto, em 8 de novembro de 1541. Optou pelo título de S. Maria in Trastevere em 14 de novembro de 1541; manteve o título de Ss. IV Coronati em comenda até 12 de outubro de 1544. Quatorze de suas homilias sobre as palavras da consagração foram publicadas em Bolonha em 1541. Promovido a ordem dos cardeais-bispos e a sé suburbana de Albano, em 15 de fevereiro de 1542. Passou a sé suburbana de Sabina, 8 de janeiro de 1543. Em sua villa na Toscana, recebeu o Papa Paulo III, que voltava a Roma do colóquio com o imperador Carlos V em Lucca.
O cardeal morreu em Bagnoregio em 12 de outubro de 1544, às 23 horas, depois de vários dias de febre letárgica. Sepultado no coro da igreja de S. Maria sopra Minerva; seu tio, o cardeal Roberto Pucci, compôs um magnífico elogio.